# Sieniawa (gromada w powiecie jarosławskim)
Sieniawa – dawna gromada, czyli najmniejsza jednostka podziału terytorialnego Polskiej Rzeczypospolitej Ludowej w latach 1954–1972.
Gromady, z gromadzkimi radami narodowymi (GRN) jako organami władzy najniższego stopnia na wsi, funkcjonowały od reformy reorganizującej administrację wiejską przeprowadzonej jesienią 1954 do momentu ich zniesienia z dniem 1 stycznia 1973, tym samym wypierając organizację gminną w latach 1954–1972.
Gromadę Sieniawa z siedzibą GRN w mieście Sieniawie (nie wchodzącym w jej skład) utworzono 1 stycznia 1960 w powiecie jarosławskim w woj. rzeszowskim z obszarów zniesionych gromad Czerce, Leżachów i Wylewa w tymże powiecie. W skład jednostki weszły obszary wsi: Czerce, Czerwona Wola, Dobra, Leżachów, Dybków, Wylewa, Rudka, Pigany i Paluchów oraz przysiółek Kępa.
Dla gromady ustalono 27 członków gromadzkiej rady narodowej.
Gromada przetrwała do końca 1972 roku, czyli do kolejnej reformy gminnej. 1 stycznia 1973 w powiecie jarosławskim reaktywowano zniesioną w 1954 roku gminę Sieniawa (od 1999 gmina Sieniawa znajduje się w powiecie przeworskim).